# Bilan d'extension

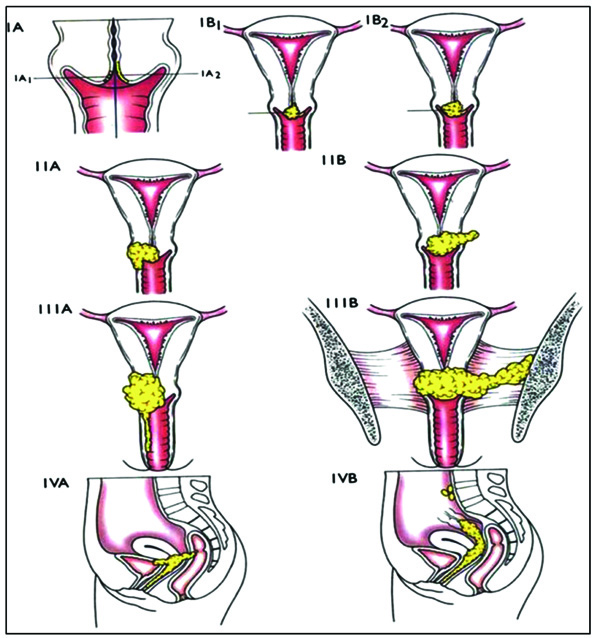
Image des diagrammes anatomiques de chaque stade du cancer du col de l'utérus.

Le bilan d'extension est l'ensemble des examens permettant de déterminer le stade d'une tumeur maligne. Le but du bilan d'extension est de déterminer le traitement le plus approprié.

## Définition
Le bilan d'extension diffère selon le siège primitif de la maladie cancéreuse. Il est réalisé au moment du diagnostic initial, et peut être au besoin renouvelé durant l'évolution et la surveillance de la maladie.
Pour les tumeurs solides, l'extension s'intéresse au degré d'envahissement local, à la présence de ganglions tumoraux (envahissement régional), et à la présence de métastases à distance. Le stade est ensuite généralement exprimé selon la classification TNM.
Pour les lymphomes, l'extension s'intéresse au siège des aires ganglionnaires atteintes et à la présence d'atteintes extra-ganglionnaires. Le stade est ensuite souvent exprimé selon la classification d'Ann Arbor.

## Utilité du bilan d'extension
Au terme du bilan d'extension, il est possible connaître le stade exact de la maladie. Ceci permet de déterminer le traitement le plus approprié. Celui-ci est alors généralement discuté en réunion de concertation pluridisciplinaire en fonction des référentiels de traitement.

## Examens utilisés

### Examen clinique
L'examen clinique est la première étape du bilan d'extension. Pour les tumeurs superficielles, il va par exemple s'intéresser à la taille et au nombre des lésions. Pour les tumeurs des organes profonds, certaines anomalies de l'examen clinique vont orienter vers une extension locale ou à distance. De nombreux examens complémentaires vont compléter l'examen clinique en recherchant notamment des lésions que la simple clinique ne permet pas de déceler.

### Radiologie
La tomodensitométrie et l'IRM sont les examens d'imagerie les plus utilisés.

### Médecine nucléaire
Le TEP scanner et la scintigraphie osseuse sont deux techniques de médecine nucléaire souvent utilisées.

### Endoscopie
En particulier dans les tumeurs du tube digestif, une écho-endoscopie peut permettre de préciser la profondeur de l'envahissement.

### Marqueurs tumoraux
Dans certains cancers, il est possible de doser dans le sang des marqueurs tumoraux. Le dosage réalisé au moment du diagnostic sert généralement de valeur de référence pour le suivi.